# 冷凍背心
冷凍背心（亦稱空調背心等等；英文：Cooling Vest）是一種具備降溫功能的背心，內藏冰袋，部分甚至配備風扇。冷凍背心是為到於高溫環境下工作的人士所設計，用以降低身體所需要承受的酷熱溫度，避免引起中暑情況；冷凍背心被熔爐工人、建築工人及消防人員等採用。

## 歷史
2012年，香港勞工處引進冷凍背心進行實驗室測試，以測試其能夠減低中暑機會的實際效率，預計於2013年暑假時於地盤實地推行測試。